# 萧邺
萧邺（9世纪—874年），字启之，唐朝官员，唐宣宗年间任宰相，唐懿宗年间也短暂任相。

## 家世和早期仕途
萧邺出自兰陵萧氏齐梁房，是南梁长沙宣王萧懿九世孙，八世祖萧渊明。萧邺的祖父萧直曾任给事中，父亲萧革曾任邵州刺史。萧邺至少有一个哥哥萧嶰和一个弟弟萧岘。萧邺考中进士，屡次升任监察御史、翰林学士，外任衡州刺史。

## 唐宣宗年间
唐宣宗大中（847年）元年，萧邺以监察御史里行充翰林学士，二年（848年）十一月加知制诰，三年（849年）九月责授衡州刺史。后历任中书舍人、户部侍郎，判本司。四年（850年）六月，为高元裕作《大唐故吏部尚书赠尚书右仆射渤海高公神道碑》。五年（851年），受病重的表叔伯韦正贯所托，在翰林学士、中书舍人任上在其死后作《岭南节度使韦公神道碑》。后改判度支，宣宗欲任学士承旨韦澳代之判户部，韦澳不肯。十年（856年）十一月萧邺在兵部侍郎、判度支任上时，宣宗准备拜他为宰相，甚至已经派枢密宣旨了。但当他将旨意送往学士院时，枢密使王归长、马公儒却问是否仍让萧邺判度支，导致宣宗怀疑他们和萧邺结党，因而改任户部侍郎、判户部崔慎由为宰相。崔慎由和萧邺同在翰林院时就不和，崔慎由拜相后就罢免了萧邺的翰林学士。但这对萧邺拜相来说，仅仅是延迟。次年（857年）七月，他以朝散大夫、守尚书兵部侍郎、判度支、上柱国、彭城县开国男、食邑三百户、赐紫金鱼袋被拜为同中书门下平章事，恩宠隆重，引刘瑑同为宰相，且短期内仍判度支，十月，授兼集贤殿学士，十一月以尚书兼工部尚书，十二月才罢免判度支一职。宣宗余年，他维持相位，十二年（858年）二月，监修国史，当月趁崔慎由因请求立皇太子而为宣宗所恶之机陷害之，使其被出为东川节度使。十三年（859年）三月，罢相，守吏部尚书。宣宗本欲以户部侍郎判度支杜胜为宰相，但在萧邺罢相后，杜胜被宦官诋毁而不得志。

## 唐宣宗身后
八月，唐宣宗崩，萧邺以中书侍郎兼礼部尚书平章事摄中书令奉册拥立皇长子继位为唐懿宗。九月，以门下侍郎兼兵部尚书平章事摄太尉，奉册上懿宗亡母尊谥元昭皇太后。十月，诏兼尚书右仆射，复拜相，复官居中书侍郎兼礼部尚书平章事。十一月，以银青光禄大夫、守门下侍郎兼工部尚书、同中书门下平章事、监修国史、上柱国、彭城县开国男、食邑三百户的身份，罢相改任检校右仆射同中书门下平章事兼江陵尹充荆南节度管内观察处置等使。咸通三年（862年）迁西川节度使，辟卢知猷为荆南、剑南两府掌书记记室，但无力阻止南诏入侵。五年（864年），率属蛮鬼主在大渡河迎战南诏，败之。二月，贬山南西道观察使，直至八年（867年），后又历任户部、吏部尚书，十一年（870年）正月、十二年（871年）三月、十三年（872年）三月，皆以吏部尚书被任为考官，但十三年三月科举时被右丞孔温裕替代。十四年（873年）十一月又充河东节度使，任上无可称。约乾符元年（874年）三月前卒于任上。

## 争议记载
《续宝运录》记载唐懿宗驾崩时宰相萧邺等去询问病情，懿宗微微说了“朕”等三字就不说话了，群臣不觉号哭失声，宫内外都哭了。北宋史学家司马光认为不可信，因为当时宰相是韦保衡，萧邺不是宰相。

## 子
1. 萧晏，字季平
2. 萧滉，字文度
3. 萧昌，字光祥
4. 萧黯，字中蘊
5. 萧曙，字象文[1]